# Irwin Cohen
Irwin Lee Cohen (ur. 21 stycznia 1952 w Chicago, zm. 27 sierpnia 2012 tamże) – amerykański judoka. Olimpijczyk z Monachium 1972, gdzie zajął dziewiętnaste miejsce w wadze średniej.
Uczestnik mistrzostw świata w 1971, 1973 i 1975. Zdobył srebrny medal na igrzyskach panamerykańskich w 1975 roku.
Był bratem Stevena Cohena, judoki i olimpijczyka z Seulu 1988. Jego syn Aaron Cohen również walczy w judo, był medalistą mistrzostw panamerykańskich.

## Letnie Igrzyska Olimpijskie 1972
| Konkurencja | Rundy eliminacyjne      | Klas. końcowa |
| Konkurencja | Przeciwnik I            | Miejsce       |
| ----------- | ----------------------- | ------------- |
| 80 kg       | Guram Gogolauri (URS) P | 19.           |